# Mijikenda
I mijikenda sono un'etnia africana composta da nove tribù che vivono sulla costa dell'Oceano Indiano, dal sud della Somalia al nord della Tanzania. La grande maggioranza vive quindi in Kenya. Il nome significa le nove città e deriva dallo swahili. Mji (Midzi in giriama) significa città (miji è il plurale), kenda (chenda in giriama) è l'antico nome di origine bantu del numero nove (oggi lo swahili usa tisa, dall'arabo).
La parola miji sembra riferirsi non tanto a città specifiche, ma piuttosto a dei luoghi santi, i kaya. Questi erano boschetti abitati dagli antenati, e quindi città in senso lato. Ogni gruppo degli mijikenda ha la sua kaya.

## Storia
Originariamente le nove tribù dell'etnia Mijikenda, con altri gruppi di etnia Bantù, erano stanziate nella terra di Shungwaya, sulle colline Galla Hills, nel Kenya sud orientale, al confine con l'odierna Somalia. Con ogni probabilità vi erano giunti dal cuore dell'Africa, dove si hanno notizie del primo regno Bantù fin dal Decimo Secolo. Si trattava di famiglie con governi a regime matriarcale e con consigli di anziani (Vaya) che erano deputati a parlare con le anime dei morti per prendere le decisioni più importanti riguardanti la comunità. Intorno al 1300, a causa dell'invasione degli Oroma di ceppo nilotico, i Mijikenda migrarono lungo l'entroterra della costa keniota. Un'altra branca di Bantù invece scelse il nord del Paese. I Kikuyu, ad esempio, si instaurarono alle pendici del Monte Kenya. Una nota leggenda Mijikenda vuole che le famiglie principali giungessero nell'attuale Kaloleni, dove trovarono colline fertili simili a quelle di Shungwaya, alla confluenza di quattro fiumi. Qui il grosso vaso che trasportavano, con i cimeli sacri e gli oggetti più preziosi della comunità (vaso chiamato "mgiriama") secondo la leggenda si ruppe in nove cocci.  Ad ognuna delle famiglie fu consegnato un pezzo, su cui era contenuta l'indicazione di dove sistemarsi e creare la propria Kaya, ovvero il luogo sacro nel bosco dove pregare e compiere riti. I Digo raggiunsero la costa sud, oltre Mombasa, i Duruma proseguirono fino all'attuale piana di Mazeras, mentre le altre tribù si sistemarono in villaggi non distanti da Kaloleni. Il villaggio di Kayafungo divenne la Kaya dei Giriama, la tribù più popolosa, ed il luogo sacro per eccellenza. Il dialetto giriama è la lingua comune dei Mijikenda e, a parte i Digo che nei secoli l'hanno mescolato con il swahili e i Duruma che utilizzano parole del dialetto Akamba, il giriama è compreso e parlato da tutte le nove tribù. La leggenda narra anche di una profetessa, venerata dai Mijikenda, di nome Mepoho, vissuta intorno al 1500. Durante un rito sacro compiuto sotto un grande albero Mbambakofi a Kaloleni, Mepoho avrebbe vaticinato l'arrivo di un popolo con la pelle chiara e i capelli "come fibre di sisal", che avrebbe soggiogato definitivamente il suo popolo. Dopo questa predizione, la profetessa secondo le credenze popolari Mijikenda venne inghiottita dalla terra. Il popolo Mijikenda da lì a poco avrebbe sperimentato sulla sua pelle la tratta degli schiavi, che già dal 1200 li utilizzavano per i lavori di fatica, e poi dai primi europei giunti sulle coste del Kenya. Alla fine del Diciannovesimo secolo, con l'inizio della colonizzazione britannica, i Mijikenda e particolarmente i Digo delle zone di Mombasa e i giriama in quella di Malindi, sono costretti alla mezzadria con tasse sempre più alte. A Malindi, particolarmente, il Prefetto dell'Impero Britannico Arthur Champion, si segnalava per diversi abusi di potere. Una donna del popolo giriama, Mekatilili Wa Menza, nel 1914 organizzò una sorta di resistenza e i primi scioperi. Dopo un'imboscata tesa a due soldati britannici, la donna fu catturata e deportata in un campo di lavoro a Kisii, oltre mille chilometri da Malindi. La donna dopo alcuni mesi riuscì a fuggire e tornare a piedi nell'entroterra di Malindi, dove riorganizzò la resistenza. Dopo altre battaglie, l'Impero Britannico, indebolito dalla Prima Guerra Mondiale, decise di scendere a patti con i giriama. Fu la vittoria di Mekatilili, che si ritirò nel villaggio di Bungale, 70 chilometri nell'entroterra di Malindi, dove è sepolta in un sacrario. Ogni anno, la seconda domenica di agosto, il popolo Mijikenda, celebra la sua eroina popolare con una grande festa a cui partecipano i leader spirituali delle nove tribù. Una statua d'ebano di Mekatilili Wa Menza è stata posta nel 2011 nel centro di Malindi, Uhuru Garden, in un'apposita nicchia. Dal 2004, la Malindi District Cultural Association (MADCA) fondata dall'avvocato Joseph Karisa Mwarandu si occupa del recupero e della salvaguardia delle tradizioni culturali, popolari e musicali dei Mijikenda. La sede dell'associazione è a Malindi.

## Kaya
Il sistema delle kaya (bosco sacro) è vivo ancora oggi. Famosa è la kaya dei digo, uno dei nove gruppi. Solo gli anziani della Vaya Society possono entrare nella kaya e presentare le preghiere della comunità. Gli anziani danno anche dei responsi sulle questioni sociali. Nessun politico oserebbe presentarsi alle elezioni senza il permesso della kaya.
Negli ultimi anni, alcuni musei nordamericani hanno restituito le statue degli antenati rubate in alcuni di questi boschi sacri, rendendo possibile ancora una volta il proprio culto degli antenati.

## I gruppi
- Wadigo
- Wachonyi
- Wakambe
- Waduruma
- Wakauma
- Waribe
- Warabai
- Wajibana
- Wagiriama

Nelle lingue mijikenda, il prefisso wa- sta a significare il plurale di persona, per cui wagiriama vuol dire i (le persone) giriama.